# Padmaprabha

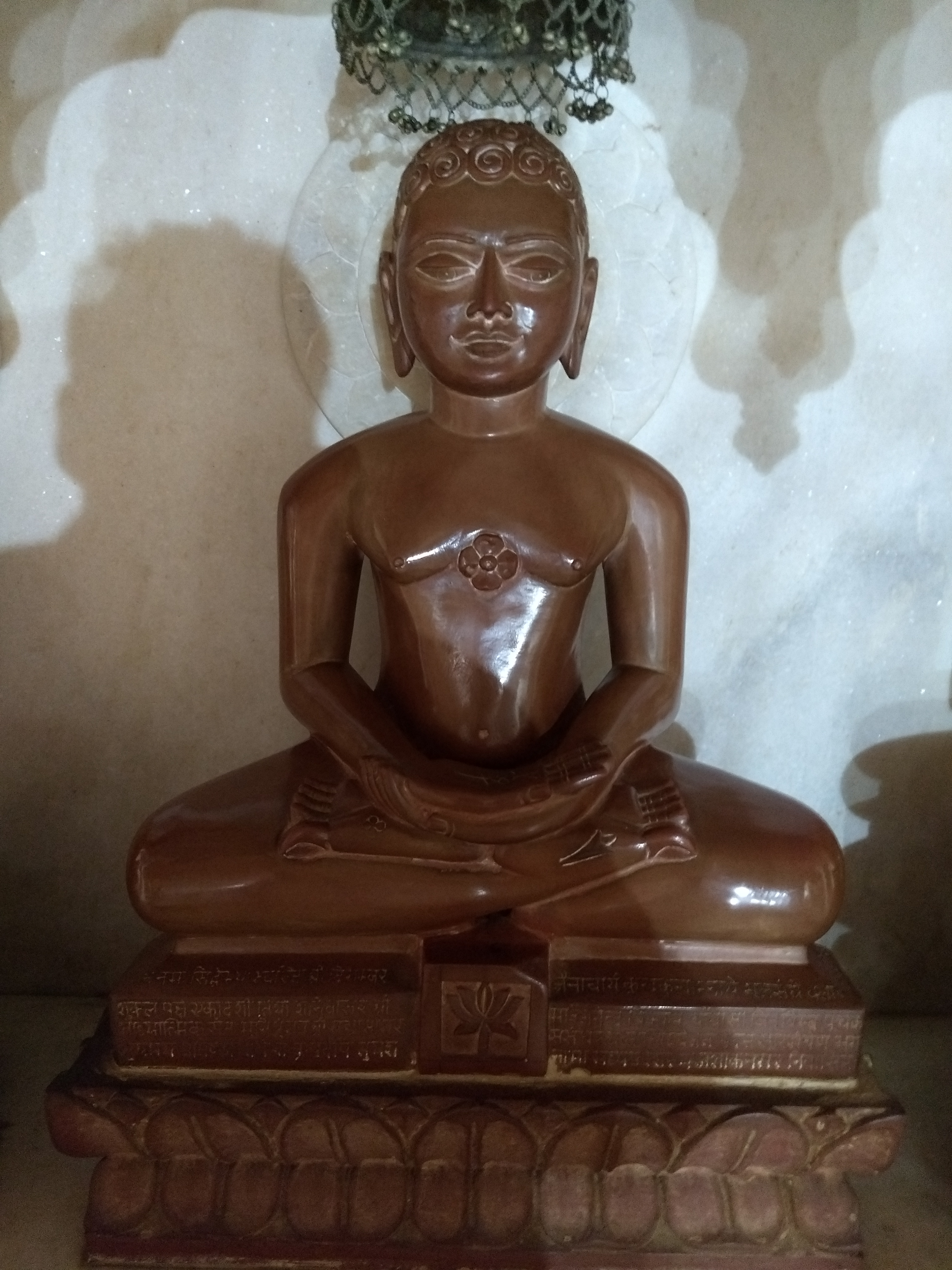
Estatua de Padmaprabha en Anwa.

Padmaprabha, también conocido como Padmaprabhu, fue el sexto Tirthankara jainista de la era actual (Avsarpini). Según las creencias jainistas, se convirtió en un siddha, un alma liberada que ha destruido todo su karma.
En la tradición jainista, se cree que Padmaprabha nació del rey Shridhar y la reina Susimadevi en la dinastía Ikshvaku en Kausambi que se encuentra en la actual Uttar Pradesh, India. Padmaprabha significa 'brillante como un loto rojo' en sánscrito. Se dice en las fuentes Svetambara que a su madre le gustaba un lecho de lotos rojos (padma) mientras él estaba en su vientre.
Su fecha de nacimiento fue el duodécimo día del mes Kartik krishna del calendario indio. El undécimo día de la mitad oscura del mes de Margashirsh. Bhagwan Padmaprabha, junto con otros 308 santos, fue liberado y alcanzó moksha en la montaña Sammet Shikhar.